# Taxaklamm
Die Taxaklamm ist eine Klamm am Massiv des Unterbergs im Gemeindegebiet von Kirchdorf in Tirol im Bezirk Kitzbühel in Österreich.

## Geographie
Die Taxaklamm befindet sich am Eingang des Elsentals und hat eine Länge von ca. 150 Metern. Mehrere Gebirgsgräben unterhalb des Hefferthorns (u. a. Heffertgraben, Lackgraben, Vogelgraben) laufen im Elsental in die Taxaschlucht zusammen. Der Taxabach entwässert damit nahezu den gesamten Südhang des Unterbergmassivs mit etwa 7 km² Fläche. Im Hagertal mündet der Taxabach in die Großache.
Die Felsen der Klamm sind bis zu 25 Meter tief. An manchen Stellen ist die Klamm nur wenige Meter breit.

## Ökologie
Die Schlucht liegt im Landschaftsschutzgebiet Hefferthorn-Fellhorn-Sonnenberg und wird als Schluchtbiotop (Biotopnummer 3928-102/1) der Gemeinde Kirchdorf in Tirol geführt. Im Klammbereich dominieren Buche und Fichte. An den sehr steilen Wänden wachsen Alpen-Heckenrose und Mehlbeere.

## Canyoning

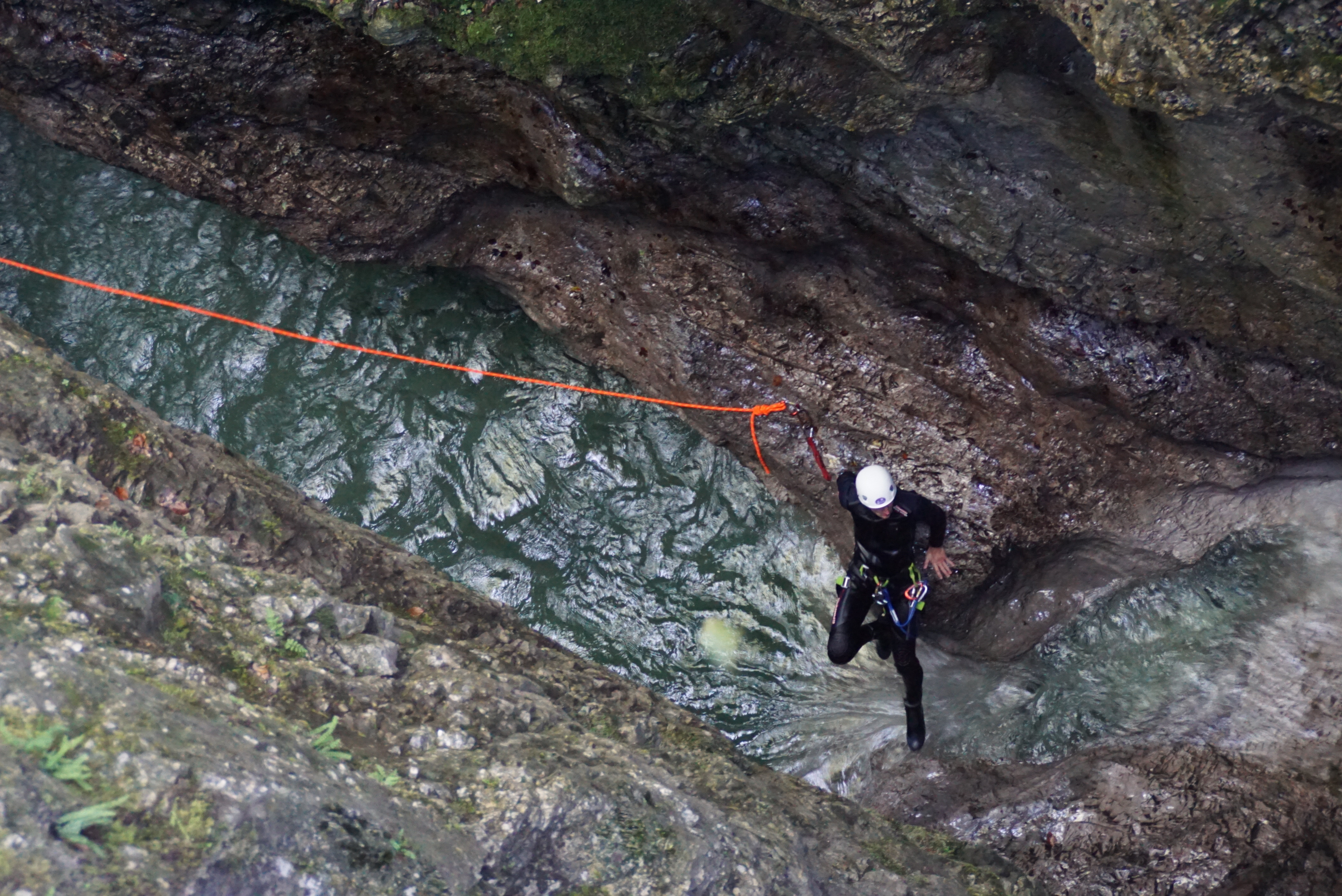
Abstieg in die Taxaklamm

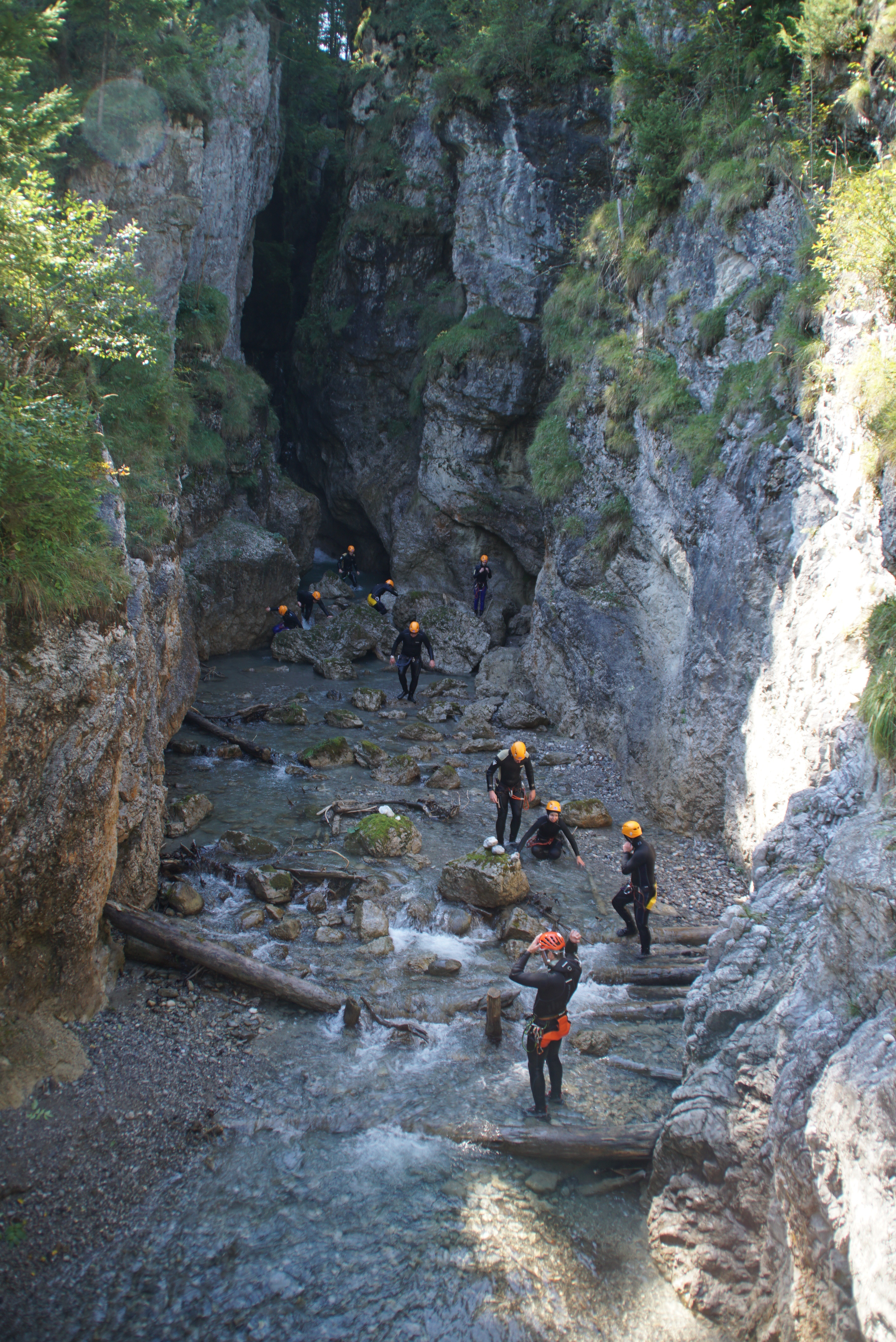
Canyoning in der Taxaklamm

Das Bachbett ist felsig und nur im Rahmen von geführten Canyoningtouren begehbar. Der Einstieg erfolgt durch Abseilen unterhalb eines Wasserfalls. Die Klamm darf nach Regenfällen nicht begangen werden.
Im August 2016 kam es zu einer groß angelegten Rettungsaktion, bei der 48 Personen (42 Touristen und 6 Guides) aus der Schlucht geborgen werden mussten. Trotz starker Regenfälle waren zwei Canyoninggruppen in die Klamm eingestiegen. An der Rettung waren 46 Bergretter, 75 Feuerwehrmänner, diverse Rettungssanitäter, Polizeibeamte und Alpinpolizisten mit Polizei- und Notarzthubschraubern beteiligt.